# Gornji Neradovac
Gornji Neradovac (en serbe cyrillique : Горњи Нерадовац) est un village de Serbie situé sur le territoire de la Ville de Vranje, district de Pčinja. Au recensement de 2011, il comptait 331 habitants.

## Démographie
| 1948 | 1953 | 1961 | 1971 | 1981 | 1991 | 2002 | 2011 |
| ---- | ---- | ---- | ---- | ---- | ---- | ---- | ---- |
| 298  | 311  | 268  | 249  | 241  | 322  | 326  | 331  |

|  |